# Захарій Діше
Захарій Діше (англ. Zacharias Dische; 18 лютого 1895, Самбір — 17 січня 1988, Інглвуд) — американський біохімік українсько-єврейського походження. Працював біохімічним дослідником у Відні, потім через аншлюс був змушений стати біженцем спочатку у Франції, а потім у США, де приєднався до факультету Колумбійського університету у 1943 році. Під час перебування в Марселі зробив важливе маловідоме відкриття, яке зазвичай приписується іншим.

## Біографія
Народився в Самборі, Австро-Угорщина (нині Україна).
1913 року вступив на медичний факультет Лемберзького університету (Львів), який закінчив 1921 року, після служби в австро-угорській армії, на медичному факультеті Віденського університету як доктор медицини.
З 1924 року досліджував проміжний метаболізм клітин крові у Віденському університеті та розробив прості методи визначення кількості цукрів, присутніх у тканинах, як-от його аналіз дифеніламіну, тест Діше, який використовується для розрізнення ДНК від РНК. 1931 року став доцентом кафедри фізіології у філософській школі Віденського університету та завідував хімічною лабораторією.
Через переслідування нацистського уряду його як єврея: він втратив посаду і був виключений з університету у 1938 році. Його мати, сестра і бабуся загинули в концтаборах.
Зміг емігрувати до Франції та тимчасово працював у Парижі, а після 1940 року на кафедрі медичної хімії в Університеті Екс-Марсель. Там він виявив гальмування метаболізму зі зворотним зв'язком.
1941 року переїхав до США і влаштувався науковим співробітником на кафедрі біохімії Коледжу лікарів і хірургів Колумбійського університету. 1948 року призначений доцентом, асоційованим професором у 1952 році, повним професором у 1957 році та почесним професором і лектором у 1963 році. З 1948 року завідував відділом хімічних досліджень в інституті очних хвороб.
В «Імператриці Віхокена» донька Діше, письменниця Ірен Діше, розповіла дещо белетризований опис життя батька в Нью-Джерсі. Фільм «Захарій» (1986), який вона зняла, оснований на біографії батька та стосується подій наприкінці його життя.

## Інгібування гліколізу в клітинах печінки за зворотним зв'язком
Працюючи в Марселі, Діше виявив, що фосфорилювання глюкози в клітинах крові людини пригнічується фосфогліцератами, що доволі дивно, оскільки вони не є початковими продуктами реакції гексокінази, яка каталізує фосфорилювання глюкози АТФ. Це було перше повідомлення про інгібування метаболічного шляху зі зворотним зв'язком, який тепер визнано основним механізмом метаболічної регуляції. Діше одразу зрозумів, що відкриття має наслідки для метаболічної регуляції. Але він працював у дуже важких умовах як єврейський біженець під час війни й опублікував результати французькою мовою в непопулярному журналі. Тому стаття пройшла майже непоміченою, хоча її схвально обговорював Ерл Стадтман, один із найвидатніших біохіміків США повоєнних років:
Інші, зокрема Жорж Коен і Жак Моно з колегами, зробили подібну оцінку внеску Діше.
З усім тим, попри ці позитивні оцінки провідних біохіміків того часу, відкриття регуляції зі зворотним зв'язком майже завжди приписують двом набагато більш пізнім звітам. Набагато пізніше Едвін Умбаргер, автор однієї з цих робіт, написав у ретроспективній статті, що ніхто з людей, які працювали над регуляцією метаболізму в бактеріях, не знав про роботу Діше:
Сам Діше раніше опублікував ретроспективну статтю про своє відкриття.

## Дослідження в офтальмології
Останню частину своєї кар'єри присвятив роботі в офтальмології, досліджуючи, зокрема, вплив світла на прозорі тканини ока.

## Смерть
Помер 17 січня 1988 року в Інглвуді, Нью-Джерсі.

## Медаль
1965 року нагороджений медаллю Проктора Асоціації досліджень з офтальмології.